# Dietlind Weinland
Dietlind Weinland (* 8. November 1959) ist eine deutsche Juristin, Richterin am Bundesgerichtshof und Mitglied des gerichtsähnlichen Kontrollorgans des Unabhängigen Kontrollrates.

## Leben
Dietlind Weinland war nach dem Studium der Rechtswissenschaft und dem Referendariat zunächst als akademische Rätin an der Universität Erlangen-Nürnberg tätig. Hiernach begann sie 1989 ihre Karriere in der Justiz des Bundeslandes Bayern. Zunächst war sie Staatsanwältin und Richterin am Landgericht Nürnberg-Fürth und Richterin am Amtsgericht Nürnberg. 1989 bis 1991 gehörte sie einer Zivilkammer des Landgerichtes an, welche sich mit zivilem Baurecht befasste. Anschließend war sie bis 1998 als Staatsanwältin für Fälle aus dem Wirtschaftsstrafrecht zuständig. 1993 bis 1998 war sie außerdem als Richterin am Amtsgericht unter anderem mit Betreuungs-, Vormundschafts-, Nachlass-, Zwangsvollstreckungs- und Wohnungseigentumssachen befasst. 1998 wurde sie hauptamtliche Arbeitsgemeinschaftsleiterin für die Ausbildung der Rechtsreferendare am Landgericht. Sie wurde vom 1. April bis zum 16. Oktober 2001 an das Oberlandesgericht Nürnberg auf eine halbe Stelle abgeordnet und wurde dort in einem Straf- und Bußgeldsenat eingesetzt.
Im März 2004 wurde sie zur Richterin am Oberlandesgericht Nürnberg ernannt und im Oktober desselben Jahres an das Bundesverfassungsgericht als wissenschaftliche Mitarbeiterin abgeordnet. Am Bundesverfassungsgericht nahm sie die Funktion der Pressesprecherin wahr. Nach vier Jahren in Karlsruhe kehrte sie am 1. Oktober 2008 an das Oberlandesgericht in Nürnberg als Richterin zurück. Sie war am Oberlandesgericht im mit Berufungen und Beschwerden in allgemeinen bürgerlichen Rechtsstreitigkeiten und Bausachen befassten 13. Zivilsenat des Oberlandesgerichts Nürnberg tätig. Im Februar 2011 wurde sie zur Richterin am Bundesgerichtshof ernannt und dort dem V. Zivilsenat zugeteilt, der sich vor allem mit Grundstücks-, Nachbar- und Landpachtrecht befasst. Seit 10. Juli 2012 ist sie Pressesprecherin mit Schwerpunkt Zivilrecht am Bundesgerichtshof.
Das Parlamentarische Kontrollgremium hat Weinland am 21. Mai 2021 als Mitglied des gerichtsähnlichen Kontrollorgans des Unabhängigen Kontrollrates gewählt, der ab dem 1. Januar 2022 als Nachfolger des Unabhängigen Gremiums der Kontrolle der Fernmeldeaufklärung des Bundesnachrichtendienstes dient.